# Theodor Becker (acteur)
Pour les articles homonymes, voir Becker.
Theodor Becker (Mannheim, 18 février 1880 - Coppenbrügge, 26 juin 1952) fut un acteur allemand du cinéma muet.

## Biographie
Il a épousé l'actrice Maria Fein et est le père de l'actrice Maria Becker.

## Filmographie partielle
- 1916 : Das wandernde Licht de Robert Wiene
- 1923 : I.N.R.I. de Robert Wiene
- 1925 : Ein Sommernachtstraum de Hans Neumann